# Tomme forte de Savoie
La tomme forte de Savoie est un fromage fort, originaire des hautes vallées savoyardes. Cette préparation fromagère s'élabore dans une toupine et en prend quelquefois le nom. 

## Origine et histoire
Ce fromage originaire de la Savoie est fabriqué dans les vallées de la Tarentaise, de la Maurienne et dans la Combe de Savoie. Un des grands centres de production fut la commune de Laissaud. 

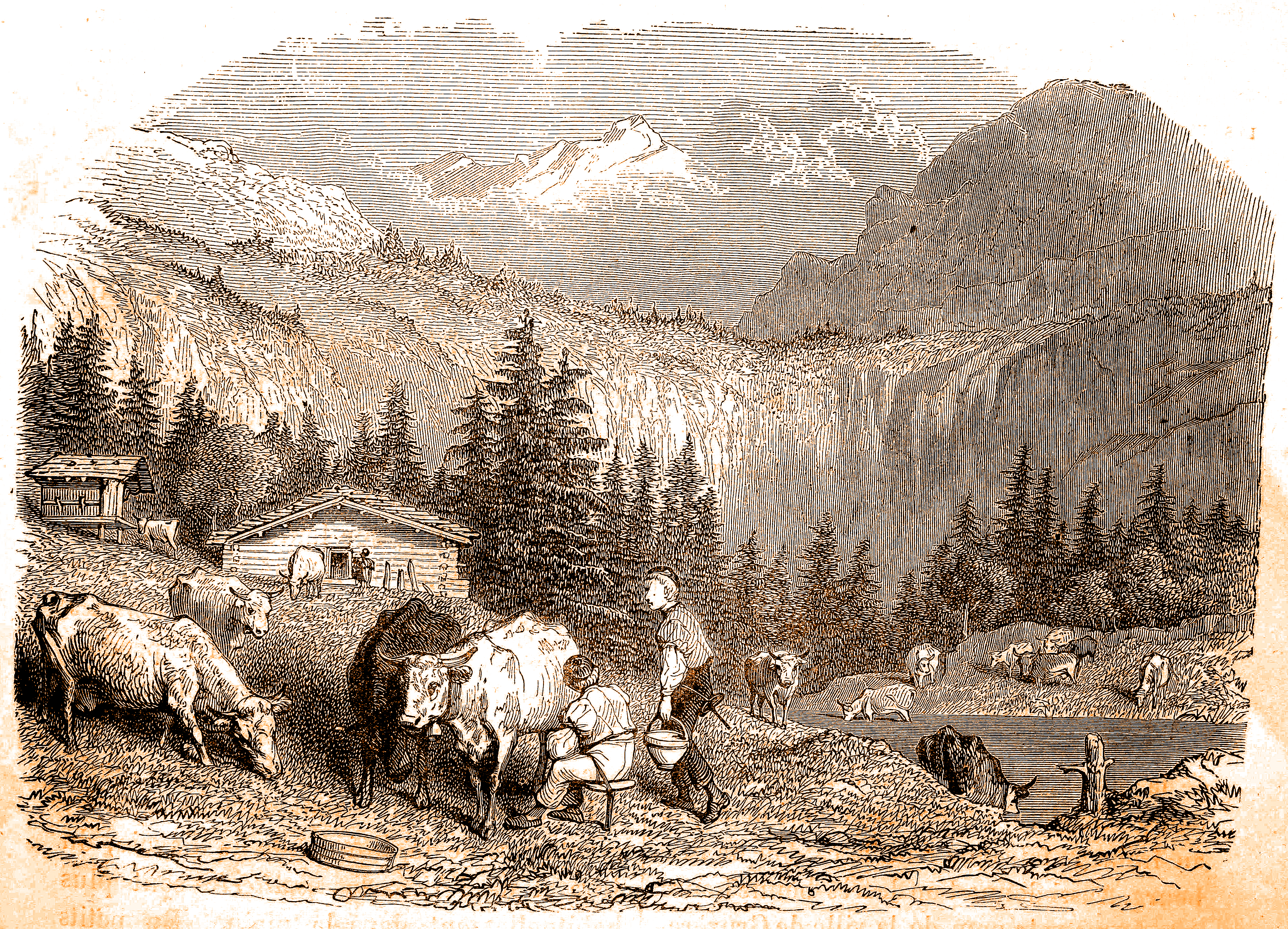
Traite des vaches dans les Alpes au XIXe siècle

La tomme, doyenne des produits fromagers de Savoie, fut primitivement un fromage élaboré pour utiliser le lait écrémé, reliquat de la fabrication du beurre. Elle était uniquement consommée dans les alpages et dans les chalets. Ses origines paysannes expliquent son apparence rustique.
Destinée à une consommation quotidienne et familiale, la tomme de Savoie n'était connue et vendue que sur quelques marchés locaux. Dans une économie de pénurie, qui ne cessa qu'à partir du XIXe siècle, même les fromages vieux et secs, devenus immangeables, étaient conservés. Ils servaient de base à l'élaboration du fromage fort, une vieille tradition, née pour récupérer les restes de fromages trop faits et éviter tout gaspillage. Pour ce faire, ils étaient mis à fermenter dans une toupine (toupina) dont ils ont pris le nom.

## Étymologie
Le mot tomme (ou tome) vient de l'arpitan toma qui désigne un « fromage fabriqué en alpages ». La toupine (ou toupina) est un grand vase en terre d'une contenance de 5 litres et muni de deux anses, par extension, le contenant désigne aussi son contenu. 

## Ingrédients
Cette préparation fromagère nécessite de vieilles tommes de vache - ou à défaut des vieux fromages de chèvre -, du fromage blanc pressé ou caillé, du bouillon de poireaux, du sel et du poivre. Le site du maître fromager Androuet est le seul à préconiser du bouillon et du fromage de chèvre. Les autres auteurs, Frédéric Zégierman, Jean Froc et Marie-Thérèse Hermann indiquent : petite tomme sèche de Savoie, mélange de talons de tommes de vache, brisées ou en morceaux, tomme fraîche égouttée avec du sel, du poivre, de l'eau-de-vie, du vin blanc de Savoie,,. 

## Production
Il faut d'abord écroûter, râper et piller les tommes sèches puis verser le tout dans un récipient avec du vin blanc, puis saler et poivrer avant de malaxer avec du caillé et de l'eau-de-vie afin d'obtenir une pâte. Celle-ci est versée dans une toupine. 
Laissez fermenter dans la toupine. Celle-ci doit être obligatoirement percée d'un trou à la base. Il est bouché avec un guillon (bout de bois), le temps de la fermentation. Son rôle va être de servir à évacuer le relait qui se forme durant celle-ci. Après quelques jours, on laisse couler cette eau  de fermentation. 
Quand plus rien ne s'égoutte et donc qu'il n'y a plus de relait, le fromage est fait et prêt à être consommé,. On met alors la toupine dans un endroit frais, une cave est parfaite pour cela, et à chaque mâchon (collation en arpitan) la quantité prélevée est remplacée. 

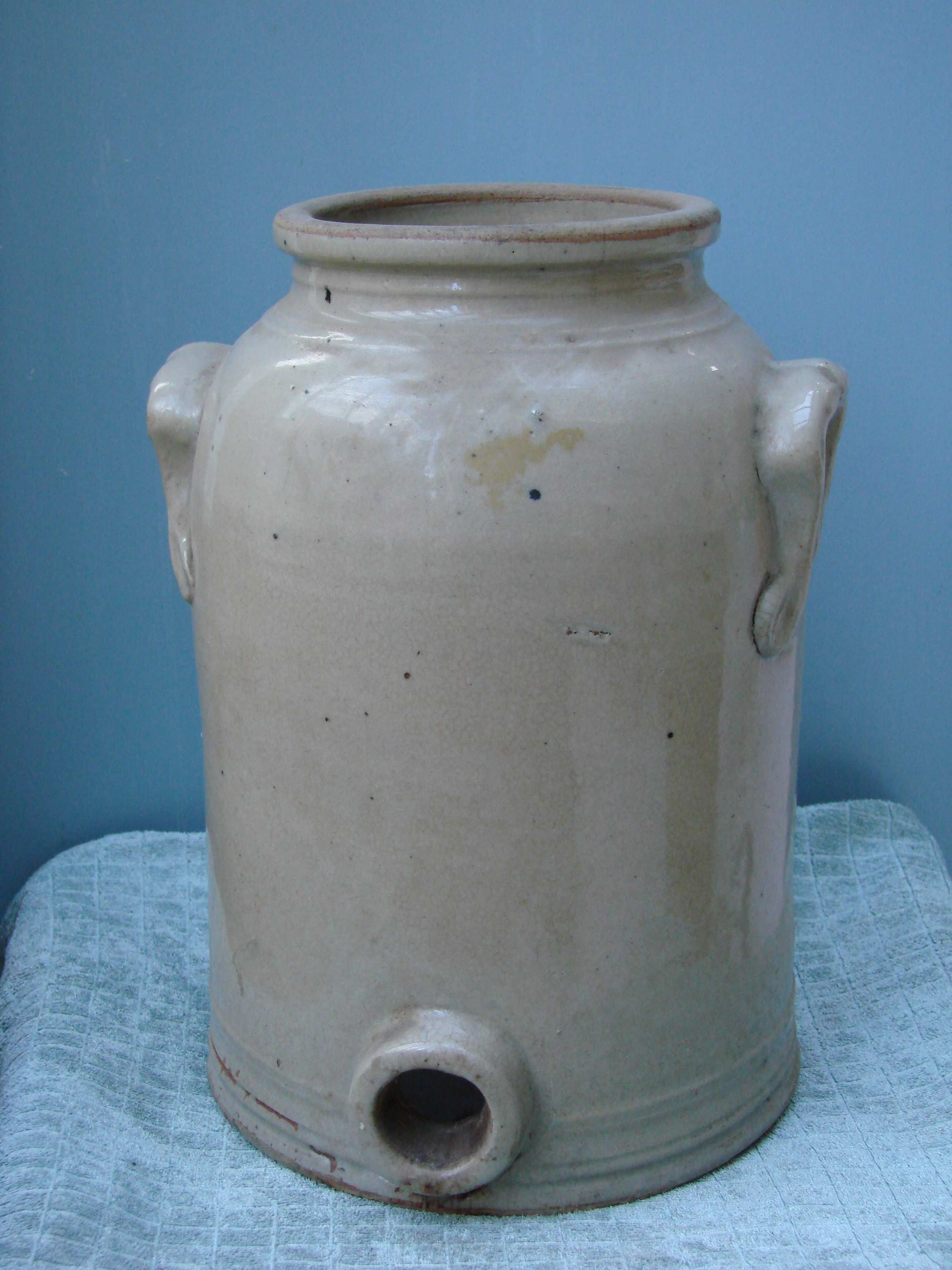
Toupine pour gros guillon
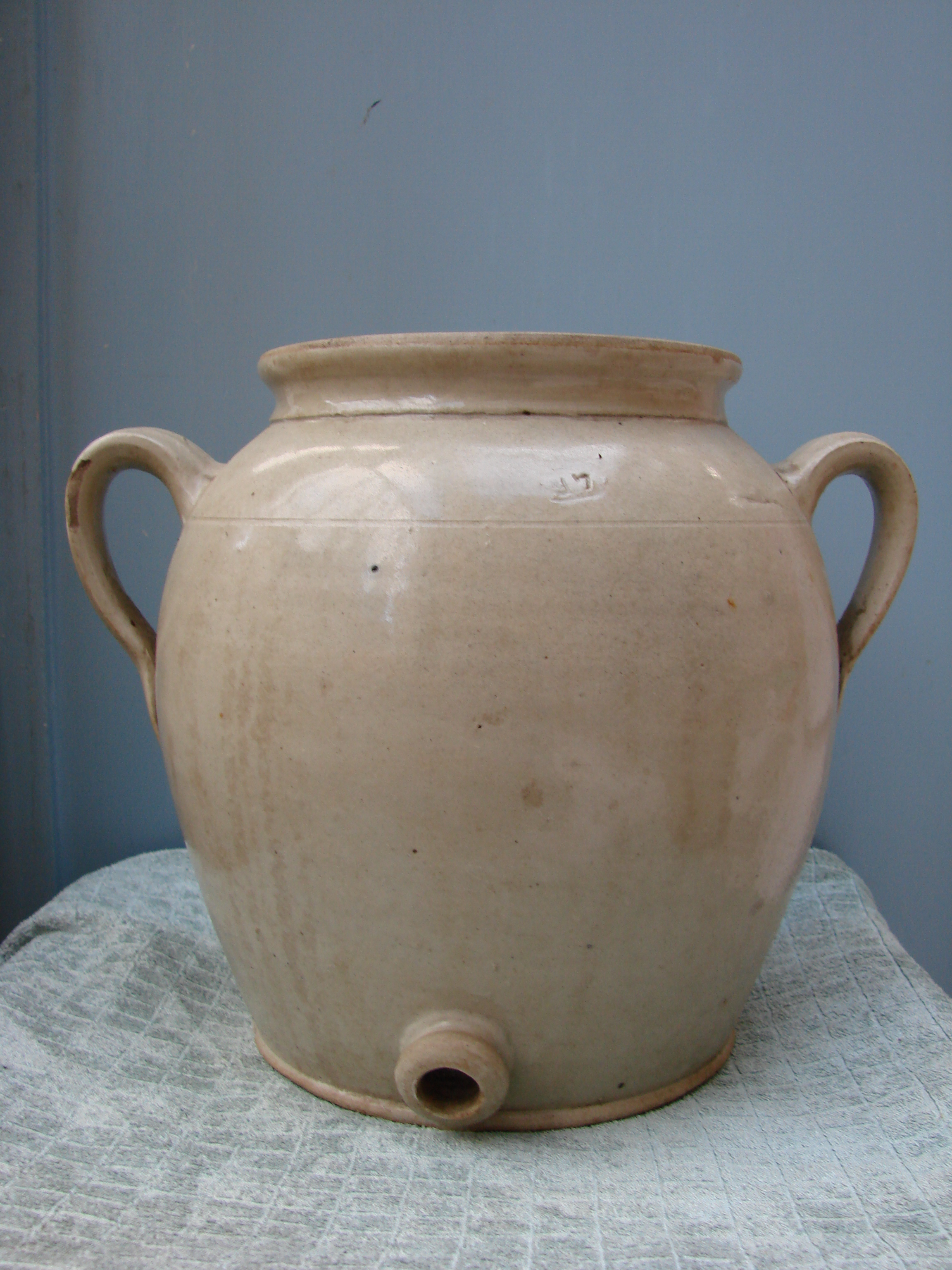
Toupine pour petit guillon

## Consommation
Pour la consommer suivant la tradition savoyarde, on l’étale généralement sur des tranches de pain de campagne nature ou dorés au four. La tomme forte peut être aussi servie au cours d'un repas avec de la polenta,,.

## Accord mets/vin
Comme sa génitrice, la tomme de Savoie, on peut essayer de marier cette préparation fromagère avec les vins du vignoble de Savoie, tels que : Vin de Savoie, Seyssel ou Roussette de Savoie, pour le vin blanc, et Vin de Savoie pour le vin rouge .

## Commercialisation
La tomme forte s’achète en crèmerie ou  sur les marchés, ainsi que directement auprès des producteurs. 